# Pájaros sin nido
Pájaros sin nido es una película argentina en blanco y negro, dirigida por José Agustín Ferreyra según su propio guion, escrito en colaboración con Mariano de la Torre. Se estrenó el 13 de noviembre de 1940. Tuvo como protagonistas, entre otros, a Roberto Escalada, Niní Gambier y Elena Lucena.

## Sinopsis
Una muchacha, hija natural, queda en la miseria al morir su padre. Su exnovio evitará que se suicide.

## Reparto
- Roberto Escalada ... Jorge
- Cora Farías
- Niní Gambier
- Carmen Giménez ... Doña Mercedes
- Elena Lucena ... Malena
- Aurelia Musto
- Félix Tortorelli
- Gloria Ugarte
- Mabel Urriola
- Eloy Álvarez ... Don Marcos
- Sarita Rico
- Cecilia Laimaro

## Comentario
Para El Heraldo del Cinematografista es «una modesta producción, que no acusa la simpatía habitual de las películas de Ferreyra», y el crítico Roland escribió:

Simpleza inofensiva y tierna [...]. Una humildad que se gana de antemano la complacencia cordial. Un ansia de sinceridad que reconforta [...]. Por intermedio de sus pasajes iniciales de fragmentaria frescura juvenil y sus brochazos finales, fotográficamente bien logrado [...] acelera su marcha acercándose un poco más a las exigencias del cine de hoy